# HD 154345
HD 154345 è una stella nana gialla che si trova nella costellazione di Ercole, a circa 58 anni luce dalla Terra.

## Osservazione
La stella non è visibile a occhio nudo dato che la sua magnitudine apparente è 6,74, tuttavia la si può osservare già con l'ausilio di un binocolo.

## Sistema planetario
Nel 2006, analizzando la velocità radiale della stella, è stato scoperto un pianeta extrasolare con massa paragonabile a quella di Giove (HD 154345 b). Il pianeta orbita ad una distanza dalla stella di circa 4,3 UA in un periodo di 9,69 anni.

### Prospetto
Segue un prospetto dei componenti del sistema planetario di HD 154345, in ordine di distanza dalla stella.
| Pianeta | Tipo            | Massa | Raggio | Periodo orb. | Sem. maggiore | Eccentricità | Scoperta |
| ------- | --------------- | ----- | ------ | ------------ | ------------- | ------------ | -------- |
| b       | Gigante gassoso | 1 MJ  | RJ     | 3538 giorni  | 4,3 UA        | 0,26         | 2006     |